# Інегень
Інегень (рос. Инегень) — село Онгудайського району, Республіка Алтай Росії. Входить до складу Інінського сільського поселення.
Населення — 182 особи (2015 рік).

## Географія
Село розташоване за 22 кілометри від адміністративного центру сільського поселення — Іні.